# Лакенфельдер

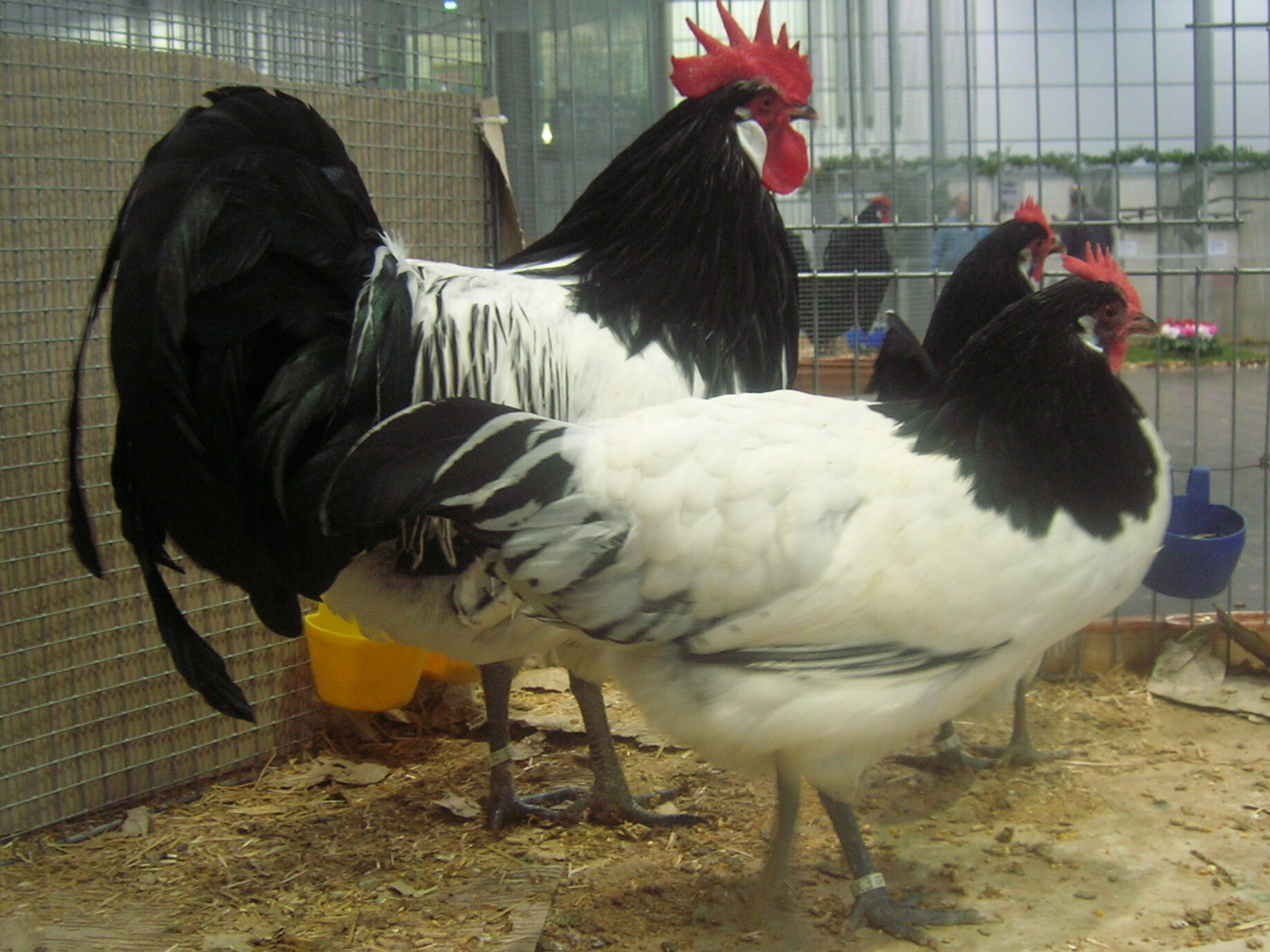

Лакенфельдер — редкая порода кур характерной чёрно-белой расцветки, двойного направления продуктивности.
Кур чёрно-белой расцветки разводили в голландской деревне Лакервельд к югу от Утрехта, а также в Вестфалии недалеко от озера Дюм, где они были известны уже в 1835 году. Вероятно, порода происходит от кампинских кур и вестфальских тотлегеров.
Лакенфельдеры бывают только одного окраса: ярко-белое оперение по туловищу, белое лицо и кожа, шея, хвост и внутренние маховые перья бархатно-чёрного цвета. Птица невысокая, деревенского типа. Выпрямленный корпус поставлен горизонтально, туловище объёмное. Спина и плечи широкие, хорошо развитые грудь и живот, особенно у курицы. Голени почти не заметны, бёдра широко расставлены, цевки тонкие, светло-серые. Хвост с широким основанием, у петуха содержит рулевые и длинные серповидные перья, поднятые на 45 ° к линии спины. Голова короткая, клюв сильный и изогнутый, серо-голубого цвета. Гребень у обоих полов листовидный, средней величины, с аккуратными зубцами, затылка не касается. Серёжки средней длины, закруглённые. Гребень и серёжки ярко-красные. Ушные мочки миндалевидные, белые. Глаза коричнево-красные. Перья мягкие, но плотно прилегающие; на шее длинные, спадают на плечи, концы крыльев прикрыты перьями основания хвоста..
Масса петуха 1,75-2,25 кг, курицы 1,5-2,0 кг. Курицы сносят довольно много — 160—180 штук в год — некрупных, весом около 50 г, белых яиц. По продуктивности лакенфельдер не может конкурировать с современными породами, но лёгок в выращивании, быстро созревает и хорошо ищет корм на выгуле.
Карликовый лакенфельдер очень редок, выглядит как и крупная форма. Яйценоскость карликовых кур хорошая. Петухи весят 0,9 кг, курицы 0,8 кг.